# ジョン・コリア (陸上選手)
ジョン・コリア（John Sheldon Collier、1907年9月26日 - 1984年10月30日）は、アメリカ合衆国の陸上競技選手である。彼は、1928年に開催された1928年アムステルダムオリンピックの110メートルハードル走で銅メダルを獲得した。

## 経歴
ニューヨーク州バッファローで生まれたコリアは、父が歴史学部の学部長を務めていたロードアイランド州のブラウン大学に入学した。1928年のアムステルダムオリンピックに向けた110mハードル国内最終予選では、当時この種目で世界記録を保持していたスティーヴ・アンダーソンについで2位となってオリンピック代表に選出された。
アムステルダムオリンピックでの110mハードル走競技は、7月31日に予選と準決勝、8月1日に決勝が行われた。予選では7組で15秒0の記録を出して1位、準決勝では14秒8で3組の2位に入り、準決勝進出者各組上位2名までが進める決勝に挑むことになった。決勝では、南アフリカ代表で前回パリオリンピックではこの競技の銀メダリストだったシドニー・アトキンソンが14秒8の記録で優勝し、スティーヴ・アンダーソンが同タイムで続いた。コリアは14秒9の記録で3位となり、銅メダルを獲得することになった。
後にコリアは教職につき、セントポールスクール（St. Paul’s School）で長年にわたって科学の教師と陸上競技のコーチ業を務めた。